# Kiels voetbalkampioenschap 1915/16
In 1915/16 werd het elfde Kiels voetbalkampioenschap gespeeld, dat georganiseerd werd door de Noord-Duitse voetbalbond. 
Door het uitbreken van de Eerste Wereldoorlog werd er vorig seizoen niet gespeeld. Holstein Kiel werd kampioen. Er was dit jaar geen Noord-Duitse eindronde voor clubs, wel voor steden die een selectie maakten van beste elftallen.  

## Eindstand
| Plaats | Club              | Wed. | W | G | V | Saldo | Ptn  |
| ------ | ----------------- | ---- | - | - | - | ----- | ---- |
| 1.     | SV Holstein Kiel  | 5    | 5 | 0 | 0 | 52:3  | 10:0 |
| 2.     | FC Kilia Kiel     | 5    | 2 | 2 | 1 | 31:14 | 6:4  |
| 3.     | FV Teutonia Kiel  | 5    | 2 | 2 | 1 | 22:11 | 6:4  |
| 4.     | TV 1885 Kiel      | 5    | 2 | 1 | 2 | 16:33 | 5:5  |
| 5.     | 1. Kieler FV 1900 | 5    | 1 | 0 | 4 | 4:34  | 2:8  |
| 6.     | FK Union 08 Kiel  | 5    | 0 | 1 | 4 | 5:35  | 1:9  |

|  | Kampioen |